# 27 vendémiaire
27 jour complémentaire 27 brumaire
Le septidi 27 vendémiaire, officiellement dénommé jour du piment, est le 27e jour de l'année du calendrier républicain.
C'était généralement le 18e jour du mois d'octobre dans le calendrier grégorien.